# Robert Carr, Baron Carr of Hadley
Leonard Robert Carr, Baron Carr of Hadley, PC (* 11. November 1916 in London; † 17. Februar 2012 in Hertfordshire) war ein britischer Politiker (Conservative Party) und Geschäftsmann.

## Leben und Karriere
Carr wurde am 11. November 1916 als Sohn von Ralph und Katie Carr geboren. Er besuchte die Westminster School in London sowie Schulen in Potters Bar und Norman Court. Er studierte Naturwissenschaften, Jura und Wirtschaftswissenschaften (Economics) am Gonville and Caius College der University of Cambridge und schloss 1938 mit einem Master of Arts ab. Als Berufsziel beabsichtigte er damals, Tennischampion zu werden. Üblicherweise benutzte er seinen mittleren Namen Robert.
Er arbeitete zunächst für John Dale Ltd, einer Firma für Aluminiumgussteile, die von seinem Urgroßvater gegründet worden war, aber nicht mehr im Familienbesitz war. Dort begann er als Aufseher der Gießerei. Wegen eines Lungenleidens wurde er nicht zum Militärdienst herangezogen und war in der Flugzeugproduktion tätig. Er gehörte dem British Intelligence Objectives Subcommittee an, dass nach dem V-E-Day deutsche Leichtmetall-Gießereien untersuchte. Carr wurde der Chef-Metallurge bei Dale und war von 1948 bis 1955 Direktor für Forschung und Entwicklung.
1958 kehrte Carr als Part-Time-Chairman zu Dale zurück und trat in den Aufsichtsrat (Board) ein. Im folgenden Jahr wurde Dale von Metal Closures für 3,1 Millionen £ übernommen. 1960 wurde er dort stellvertretender Vorsitzender (Deputy Chairman) und einer von mehreren Geschäftsführern. Dort war er, in unterschiedlichen Funktionen, bis 1970 tätig.
Carr gehörte dem All England Lawn Tennis and Croquet Club an. Er war Schiedsrichter bei den jährlichen Turnieren in Wimbledon. Im Finale der Herrendoppel 1949 übernahm er den Vorsitz, ebenso bei den Herreneinzel 1950 und 1953 bei den Mixed-Doppels.
Er war Vorsitzender der Barnet Young Conservatives. Zusammen mit Edward Heath, Enoch Powell und Angus Maude bildete er die One Nation group. Sie gerieten in die öffentliche Aufmerksamkeit mit einer Streitschrift, die Änderungen im National Health Service (NHS) empfahl. Carr schrieb für die Gruppe 1954 die Schrift Change is Our Ally, welche eine Grundlage wirtschaftlicher Beziehungen aufzeigte.

## Mitgliedschaft im House of Commons
Er wurde 1950 für den Wahlkreis Mitcham ins House of Commons gewählt und vertrat diesen dort bis 1974, als der Wahlkreis zusammengefasst wurde und er zum Wahlkreis Carshalton (Vorort von London und Teil des London Borough of Sutton) wechselte.
Anfang der 1950er Jahre, zu der Zeit seiner Kandidatur für den Wahlkreis Mitcham, kam er erstmals auch mit der späteren britischen Premierministerin Margaret Thatcher in Kontakt. Thatcher war es damals nicht gelungen, für den Wahlkreis Dartford wiederaufgestellt zu werden. In ihren Memoiren beschrieb Thatcher ihn als zurückhaltend und als Einzelgänger. Diese frühen Begegnungen überschatteten später auch das weitere politische Verhältnis zwischen Carr und Thatcher.
Er sprach im Unterhaus zu wissenschaftlichen und wirtschaftlichen Themen. Beim Conservative Backbench Trade and Industry Committee war er Mitglied, gehörte dem Vorstand des 1922 Committee an und leitete einen Sonderausschuss (Select Committee), der Stansted als Londons dritten Flughafen empfahl. Diese Ansicht revidierte er später.
Von 1951 bis 1955 war er Parliamentary Private Secretary beim Außenminister Anthony Eden. Dieses Amt übte er 1955 weiter für Eden aus, als dieser Premierminister wurde. Von 1955 bis 1958 war Carr Staatssekretär (Parliamentary Secretary) beim Arbeitsminister Iain Macleod.
Er war von 1963 bis 1964 Secretary of Technical Co-operation, ohne Kabinettsrang. Als die Labour Party 1964 an die Macht kam, kehrte Carr zu Metal Closures kehrte Carr als Executive Deputy Chairman zurück und nahm weitere Ämter als Direktor wieder auf. Im Kabinett von Edward Heath war er von 1970 bis 1972 Minister für Arbeit und Produktivität (Secretary of State for Employment and Productivity) und war für den Industrial Relations Act 1971 verantwortlich. Dieser sah die Einführung von Lohnausgleichszahlungen für unfaire Kündigungen vor, war jedoch mit Einschränkungen beim Streikrecht und der virtuellen Abschaffung von Betriebsvereinbarungen verbunden. Carr wollte ein einfaches Gesetz, das leicht zu verstehen war und bei den Gewerkschaften akzeptiert wird. Infolge des Gesetzes kam es zur größten landesweiten Demonstration der Gewerkschaften, unter der Führung des Trades Union Congress, seit dem Zweiten Weltkrieg. Im Juni 1972 wurden Hafenarbeiter der Transport and General Workers' Union, die dagegen verstießen, zu Haftstrafen verurteilt, wurden aber wieder freigelassen, um schlimmere Folgen zu verhindern.
1971 entging er, kurz nach der Veröffentlichung des Gesetzes, einem Anschlag, als die Anarchistengruppe Angry Brigade zwei Bomben vor seinem Haus zündete. Mehr als dreißig Jahre später erhielt er eine öffentliche Entschuldigung und eine Weihnachtskarte eines Mitglieds dieser Gruppe.
Im Arbeitsministerium beschäftigte er sich hauptsächlich mit der Ausbildung von jungen Arbeitskräften. Auch schaffte er das Prices and Incomes Board ab und ersetzte es teilweise mit Fachkollegien. Als die Zahl der Arbeitslosen 800.000 überschritt, dachte er über ein staatliches Grundgehalt nach.
1972 war er kurzzeitig Leader of the House of Commons und Lord President of the Council bis zur Wahl eines Nachfolgers und wurde dann zum Innenminister ernannt, nach dem Rücktritt von Reginald Maudling. Carr blieb bis 1974 im Amt.
Er bereitete Gesetze vor, die im Migrationsrecht Europäer über Commonwealth-Bürger stellen sollten, als sich Großbritannien auf einen Beitritt zur EG vorbereitete. Daraufhin kam es zu Widerstand bei Hinterbänklern, was eine Änderung zur Folge hatte. Als Idi Amin Asiaten mit britischen Pass aus Uganda auswies, setzte er sich dafür ein, dass diese im Vereinigten Königreich eine Unterkunft fanden. Auf einem Parteitag 1972 wehrte er Kritik an dieser Politik durch Enoch Powell ab. Nach den Anschlägen der IRA vom März 1973 beschäftigte er sich mit der Bedrohung durch die IRA. Er bildete eine Sondereinheit der Polizei und rief einen nationalen Sicherheitsplan ins Leben.
In der Regierung verließ sich Heath besonders auf die Minister Peter Carrington, William Whitelaw, James Prior und Carr.
Carr erhöhte in seiner Amtszeit die Bezahlung von Polizisten, um den Beruf interessanter für potenzielle Bewerber zu machen, baute das Programm zum Bau von Gefängnissen aus, änderte das Gesetz zu Bewährungsstrafen, rekrutierte mehr Bewährungshelfer und Vollzugsbeamte und legte fest, dass Regelverstöße von Gefängnisinsassen härter bestraft werden sollten, beispielsweise durch den Ausschluss vorzeitiger Haftentlassung. Die Wiedereinführung der Todesstrafe lehnte er ab. Er vertrat die Auffassung, dass lebenslängliche Haftstrafen in den schlimmsten Fällen wirklich lebenslang sein sollten. Er schaffte die traditionelle Gefängnisstrafe der Ernährung mit Wasser und Brot ab und erlaubte häufigere Besuche von Verwandten.
Seine Amtszeit endete durch die Britischen Unterhauswahlen Februar 1974. In der Opposition wurde er Schatzkanzler des Schattenkabinetts (Shadow Chancellor of the Exchequer). Heath machte Margaret Thatcher zu Carrs Stellvertreterin. Nach der erneuten Niederlage bei der Unterhauswahl Oktober 1974 kam es zu einem Machtkampf in der Parteiführung. Carr galt als möglicher Bewerber, aber viele glaubten, dass der Industrial Relations Act zur Wahlniederlage beitrug. Im Januar 1975 rief Heath dazu auf, eine Umfrage zur Führung der Partei abzuhalten. Carr unterstützte dabei Heath gegen Thatcher in der Frage des Parteivorsitzes. Heath unterlag Thatcher schließlich in einer Kampfabstimmung am 11. Februar 1975. Zuvor hatte Carr für eine Woche kommissarisch den Parteivorsitz von Edward Heath übernommen.
Carr gründete die links stehende Tory Reform Group (TRG) und Conservative Action for Electoral Reform (CAER).

## Mitgliedschaft im House of Lords
Carr wurde am 15. Januar 1976 zum Life Peer als Baron Carr of Hadley, of Monken Hadley in the County of Greater London ernannt. Seine Antrittsrede im House of Lords hielt er am 24. März 1976.
Im Oberhaus wurde er Sprecher für Inneres und Wirtschaft. Ansonsten konzentrierte er sich hauptsächlich auf seine geschäftlichen Aktivitäten.
Carr war einer von drei früheren Ministern, die gegen die Kopfsteuer stimmten. Zusammen mit Whitelaw lehnte er Reformen ab, die seiner Meinung nach die politische Unabhängigkeit der Polizei gefährden würde. Er kritisierte die Strafgesetzgebung von Innenminister Michael Howard; dieser beabsichtigte, 12 bis 14 Jahre alte jugendliche Straftäter in abgeschlossene Trainingscamps zu schicken. Carr bezeichnete dies als „geschmacklos“. 1995 drängte er Abgeordnete dazu, bei der Wahl des Parteivorsitzenden Euroskeptiker zu ignorieren und John Major wiederzuwählen.
Am 27. März 2002 meldete er sich zum letzten Mal zu Wort. An einer Abstimmung nahm er zuletzt am 15. März 2005 teil.
Carrs Anwesenheit an Sitzungstagen lag im Zeitraum ab 2001, wohl auch altersbedingt, in einem niedrigen Bereich und nahm ständig weiter ab. Nach der Sitzungsperiode 2006/2007 war er nicht mehr anwesend.

## Weitere Ämter
Von 1974 bis 1986 war er Direktor von SGB plc und von 1974 bis 1985 bei Securicor. Bei der Prudential Assurance war er von 1976 bis 1985 Direktor (und von 1980 bis 1985 Vorsitzender [Chairman]), sowie von 1978 bis 1989 bei der Prudential Corporation. Nachdem er 1989 den Vorsitz bei der Prudential Corporation abgab, übernahm er das Amt des Non-Executive Chairman der LEK Partnership Strategy Ventures. Dabei handelte es sich um ein Unternehmen, das gegründet wurde, um Beteiligungen an einem Management-Buy-out nutzen zu können. Dieses Amt hatte er bis 1995 inne.
1977 wurde er Mitglied des Political Honours Scrutiny Committee.  Im folgenden Jahr leitete er einen Ausschuss des Arts Council of Great Britain, welcher die Tourneen von Opernensembles koordinierte; er persönlich hatte selbst Interesse an der Oper. Von 1979 bis 1987 war er Direktor der Cadbury plc.
Dem Verwaltungsrat (Council) der Confederation of British Industry gehörte er von 1976 bis 1987 an. Dort war er Vorsitzender von Ausschüssen über Bildung und Ausbildung. Außerdem leitete er eine Arbeitsgruppe, die Firmen dazu ermutigte, Angestellte dabei zu unterstützen, für das Parlament zu kandidieren. Dadurch, dass er den Vorsitz der Special Programmes Unit von CBI führte, gelangte er zur Leitung von Business in the Community. Diese Organisationen schlossen sich 1984 zusammen. Bei Business in the Community war er von 1984 bis 1997 Vorsitzender (Chairman).
Von 1985 bis 1986 war er Präsident des Surrey County Cricket Club, dem er zu diesem Zeitpunkt 30 Jahre angehörte.

## Ehrungen
Carr wurde 1957 Fellow des Institute of Materials (F. I. M.). 1985 wurde er Fellow des Imperial College, wo er Mitglied des Verwaltungsrates war.
1963 wurde er Mitglied des Privy Council.

## Familie
Carr heiratete 1943 Joan Kathleen Twining, die Tochter von E. W. Twining. Aus der Ehe gingen drei Kinder hervor, ein Sohn und zwei Töchter. Der Sohn starb 1965 bei einem Verkehrsunfall.
Er lebte in London (Stand 2003). Carr starb am 17. Februar 2012 im Alter von 95 Jahren.

## Veröffentlichungen
- One Nation A Tory Approach to Social Problems by a Group of M. P. "s, Conservative Political Centre, 1950, ISBN unbekannt (mit Edward Heath, Enoch Powell und Iain Macleod)
- Change is Our Ally, Verlag unbekannt, 1954, ISBN unbekannt (mit Enoch Powell und Angus Maude)
- The Responsible Society, Verlag unbekannt, 1958, ISBN unbekannt
- One Europe, Verlag unbekannt, 1965, ISBN unbekannt
- Fair Deal at Work, Conservative Political Centre, 1968, ISBN 978-0-85070-400-6 (mit Stephen Abbott)